# Ivan Friazine
Ivan Friazine ou Jean-Baptiste de la Volpe (italien : Gian-Battista della Volpe) (russe : Ivan Friazine) est un diplomate et aventurier italien au service de la Russie au XVe siècle. Il est l'oncle d'Anton Friazine (Antonio Djilardi). Comme les autres italiens immigrés du Sud de l'Europe et d'Italie en particulier vers la Russie, il porte le nom de Friazine. 
L'historien médiéviste Boris Nicolaïevitch Floria (né en 1937) considère que le nom d'Ivan Lisitsine Friasinov, que l'on trouve dans les archives diplomatique désigne le même personnage. Le mot italien : volpe signifie « renard » c'est-à-dire en russe « lissa » — (лиса en écriture cyrillique).

## Biographie
Ivan Friazine est d'origine noble et provient de la ville de Vicence en Italie. 
Vers 1455 il se rend dans l'Est de l'Europe et visite les Tatars. Il se rend ensuite à Moscou où il se convertit à l'orthodoxie et entre au service du grand-prince Ivan III comme maître de frappe de monnaie. 

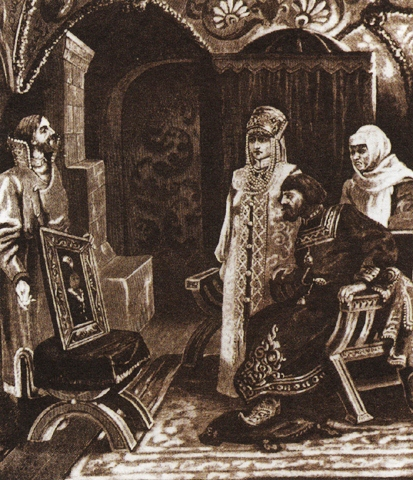
Tableau de Victor Mouïjel : L'ambassadeur Ivan Friazine présente à Ivan III le portrait de sa fiancée Sophie Paléologue

En 1469 Jean-Baptiste de la Volpe est envoyé à la cour de Moscou pour proposer en mariage la princesse en exil Sophie Paléologue au grand-prince Ivan III. Le pape Paul II offre Sophie en mariage au grand-prince Ivan III, en espérant ainsi voir entrer la grande-principauté de Moscou orthodoxe dans le giron catholique.
Mais Jean-Baptiste de la Volpe a deux missions en tête. Grâce à son neveu Anton Friazine (Antonio Gilardi) qui revenait de Moscou, il propose, par ailleurs, en 1470, à la république de Venise ses services pour demander à la Horde d'or de lever un contingent de 200 000 cavaliers en vue de s'opposer aux forces de l'Empire ottoman de Mehmed II. Le sénat de Venise accepte cette offre et en 1471 envoie son secrétaire Jean-Baptiste Trevizano par Moscou pour contacter le khan de la Horde d'or Ahmed. Mais à Moscou, de la Volpe, cache au grand-duc la véritable mission de Jean-Baptiste Trevizano et le renseigne simplement comme étant son neveu, marchand de profession, espérant le mener tranquillement et sans autre procédure jusqu'à la Horde d'or. L'ambassadeur Trevizano est à la suite de cet incident retenu trois ans à Moscou. De la Volpe est envoyé une seconde fois à Rome comme représentant d'Ivan III, cette fois en vue d'organiser la cérémonie de mariage avec Sophie Paléologue. Il quitte Rome le 24 juin. Antoine Bonumbre, l'évêque d'Accia, dirige l'escorte de la fiancée pendant le voyage, mais se voit interdire son entrée dans Moscou. Le mariage a tout de même lieu dans la cathédrale de la Dormition de Moscou, au Kremlin, le 12 novembre 1472. 
En même temps que l'arrivée de Sophie Paléologue, la véritable raison de la mission de Trevizano est découverte. Ivan III en est irrité et emprisonne l'oncle Trevizano dans la ville de Kolomna ordonnant de piller sa maison et de chasser sa femme et ses enfants. Il ne sera libéré qu'après que les contacts avec la république de Venise auront permis d'éclaircir le fait que la mission d'ambassadeur auprès des Tatars n'avaient pas de caractère hostile vis-à-vis de la Russie. Trois ans après il est libéré pour aller vers le khan Ahmed de la Horde d'or en vue de poursuivre sa mission pour la république de Venise. 
La suite de sa vie est restée inconnue.